# محمد تميم
الحاج محمد تميم سفير مغربي وباشا تطوان ثم سلا، ترأس بعثة دبلوماسية لفرنسا في سبتمبر 1681م في عهد مولاي إسماعيل.

## مسيرته
ينحدر من عائلة تميم وهو بيت تطواني مشهور، تولى أبنائه حكم تطوان في أواسط القرن الثاني عشر الهجري، وكان محمد تميم يتقن الإسبانية.

### السفارة

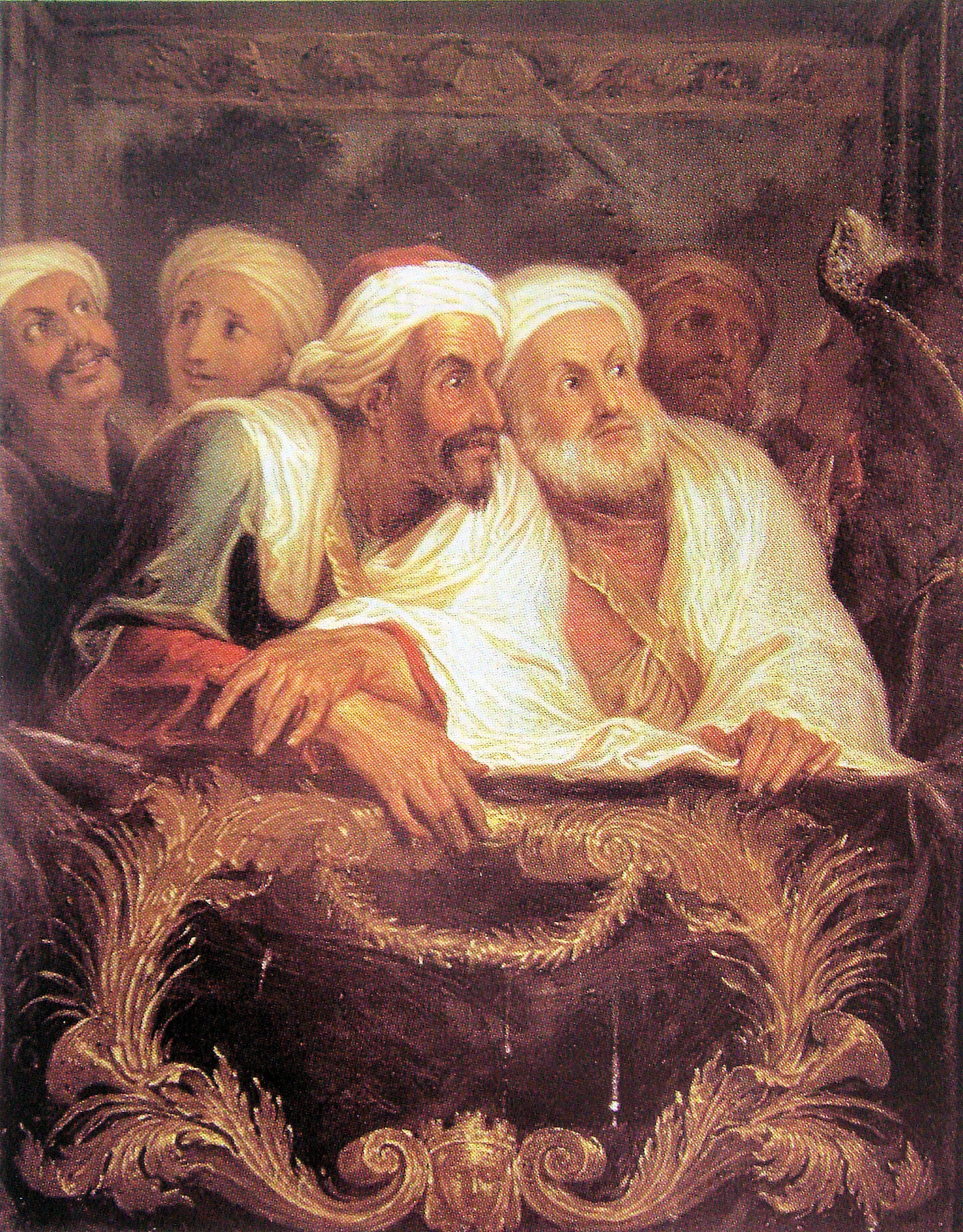
الحاج محمد تميم في عرض بالمسرح الإيطالي بباريس سنة 1682م. على يسار السفير السيد دو رايمونديس، وعن يمينه حاكم سلا، ثم الحاج عبد القادر حفيد تميم، والمراكشي حفيد حاكم سلا. بريشة الرسام أنطوان كوبيل

كان يشغل بال الحكومة الفرنسية تعرض سفنها المستمر للحجز من طرف قراصنة المغرب، وقد بدأت مفاوضات واتصالات كثيرة منذ عهد السعديين، وتوبعت المفاوضات في عهد مولاي إسماعيل حيث رست سفن فرنسا عند حوض أبي رقراق تحاول محاصرة السفن المغربية، وفي يونيو 1681، تمكن القرصان الفرنسي جون بار بأسر 103 بحار مغربي كما تمكن ضابط البحرية الفرنسية شوفالييه دي بيتون بأسر طاقم سفينة مكون من 125 مغربي. تم إرسالهم إلى مرسيليا. وبعد شهر من ذلك تم توقيع معاهدة في المعمورة بين المغرب وفرنسا ضد انكلترا وإسبانيا، والتي لم يصادق عليها لويس الرابع عشر بسبب استمرار قراصنة سلا بناشطهم. حيث قام تشارلز دي كولبير كروازي بتوجيه رسالة بتاريخ 28 أغسطس 1681 إلى «لي فيبر دي لا بري»، ويبلغه فيها رفض لويس الرابع عشر التصديق على معاهدة 13 يوليو ويبلغه أن فرنسا لا ترغب في مجيء السفير المغربي.
وفي سبتمبر 1681، انطلق باشا تطوان، محمد تميم من ميناء تطوان، رافقه علي معنينو وستة ديبلوماسيين آخرين. سافروا عبر سفينة الفارس الفرنسي لو فيبر دي لا بري. وصلوا لبريست في 7 أكتوبر بعد أن واجهوا بعض المشاكل في لشبونة، وهم في طريقهم إلى فرنسا، بحيث استمرت الرحلة ثلاثة أشهر و 10 أيام. عند وصول محمد تميم استقبله لويس الرابع عشر في قصر شاتو دو سان جيرمان اون لاي في 4 يناير 1682، ولكن، ملك فرنسا أراد إعادة التفاوض للوصول لاتفاق جديد مع مولاي إسماعيل كبديل لمعاهدة يوليو 1681. وبعد تفاوض محمد تميم مع الوزراء شارل كولبير دي كروازي وجان بابتيست كولبير، تم التوقيع في 29 يناير 1682 على معاهدة تجارية متساوية بين الطرفين، تتكون من 20 مادة متعلقة بالهدنة.
وأهدى السفير المغربي إلى لويس الرابع عشر أسدا ولبوئة ونمر، و4 نعامات، وبنادق وأجهزة ساعات.
كان الأسرى موجودين في تولون، لكن السلطات الفرنسية نفت وجود أي أسير في فرنسا. وعندما طالب محمد تميم أن يرى أسرى من بلدان أخرى، أجابوه بأنهم في أعالي البحار. فخرج من هذه المدينة متوجها لتطوان في 22 مارس 1682.

## كتاب العجائب
رغم ضياع مخطوط «كتاب العجائب» الذي دون فيه الحاج محمد تميم رحلته، احتفظت الصحافة الفرنسية بتقرير مفصل عنها، كما توجد لوحة للرسام أنطوان تروفان خلد فيها زيارة السفير وبعثته للمسرح لأول مرة. ويذكر الأب كَودار في كتابه «تاريخ المغرب» بوجود هذا المخطوط.